# Sacit Seldüz
Sacit Seldüz, né le 2 janvier 1924 et mort le 14 septembre 2018, est un ancien joueur et entraîneur de basket-ball et joueur de volley-ball turc .